# 金色のガッシュベル!! 友情タッグバトル
『金色のガッシュベル!! 友情タッグバトル』（こんじきのガッシュベル ゆうじょうタッグバトル）は2004年3月25日にバンダイがPlayStation 2用ソフトとして発売したアクション格闘ゲーム。
同年8月5日には追加要素を入れた『金色のガッシュベル!! 友情タッグバトル フルパワー』がニンテンドー ゲームキューブ用ソフトとして発売。
2005年3月24日には続編『金色のガッシュベル!! 友情タッグバトル2』がPlayStation 2用とニンテンドーゲームキューブ用の二つ同時に発売した。

## 金色のガッシュベル!! 友情タッグバトル
2003年から放送されたアニメ『金色のガッシュベル!!』のゲームソフトであり、二作目にあたる。

### 登場キャラクター
『フルパワー』にも登場。
- ガッシュ（声優：大谷育江）
- 清麿（声優：櫻井孝宏）
- ティオ（声優：釘宮理恵）
- 恵（声優：前田愛）
- バリー（声優：置鮎龍太郎）
- グスタフ（声優：石塚運昇）
- ウォンレイ（声優：石田彰）
- リィエン（声優：池澤春菜）
- ブラゴ（声優：小嶋一成）
- シェリー（声優：折笠富美子）
- キャンチョメ（声優：菊池正美）
- フォルゴレ（声優：高橋広樹）
- キッド（声優：岡村明美）
- ナゾナゾ博士（声優：納谷六朗）
- ゼオン（声優：高乃麗）
- デュフォー（声優：緑川光）
- ゲームボイス（暇野剛助）

### 曲
- OP「カサブタ」（歌：千綿ヒデノリ）
- ED1「あまやどり」（歌：モアベターズ）
- ED2「チチをもげ!」（歌：高橋広樹）

## 金色のガッシュベル!! 友情タッグバトル フルパワー
前作の『友情タッグ』の追加要素を入れた作品になっている。今作ではウマゴンが登場（パートナーのサンビームは登場しない）。さらに劇場版第一作に登場した魔物ワイズマン、アカツキが登場している。

### 追加・変更点
- ウマゴンが登場。
- 劇場版第一作『101番目の魔物』に登場したワイズマンとアカツキが登場する。
- オープニング曲が「君にこの声がとどきますように」になっている。
- エンディング曲モアベターズが歌う「あまやどり」は未収録。

### 追加キャラクター
- ウマゴン（声優：こおろぎさとみ）
- ワイズマン（声優：森川智之）
- コトハ（声優：矢島晶子）
- アカツキ（声優：サエキトモ）
- 桜田（声優：遠近孝一）

### 曲
- OP「君にこの声がとどきますように」（歌：谷本貴義）
- ED「チチをもげ!」（歌：高橋広樹）

## 金色のガッシュベル!! 友情タッグバトル2
『2』は石版編で登場したサンビーム、ビクトリームやレイラなどのキャラが登場している。だが逆にバリーと『フルパワー』に登場した劇場版オリジナルキャラクターは登場しない。

### 登場キャラクター（2）
- ガッシュ（声優：大谷育江）
- 清麿（声優：櫻井孝宏）
- ティオ（声優：釘宮理恵）
- 恵（声優：前田愛）
- ウォンレイ（声優：石田彰）
- リィエン（声優：池澤春菜）
- ブラゴ（声優：小嶋一成）
- シェリー（声優：折笠富美子）
- キャンチョメ（声優：菊池正美）
- フォルゴレ（声優：高橋広樹）
- キッド（声優：岡村明美）
- ナゾナゾ博士（声優：納谷六朗）
- ゼオン（声優：高乃麗）
- デュフォー（声優：緑川光）
- ウマゴン（声優：こおろぎさとみ）
- サンビーム（声優：郷田ほづみ）
- ビクトリーム（声優：若本規夫）
- モヒカン・エース（声優：永野善一）
- レイラ（声優：宍戸留美）
- アルベール（声優：谷山紀章）
- ゾフィス（声優：藤田淑子）
- ココ（声優：西村ちなみ）
- マエストロ（声優：加瀬康之）※アニメオリジナルキャラクター

### 曲（2）
- OP「君にこの声がとどきますように」（歌：谷本貴義）
- EDはなし。